# Philocheras victoriensis
Philocheras victoriensis is een garnalensoort uit de familie van de Crangonidae. De wetenschappelijke naam van de soort is voor het eerst geldig gepubliceerd in 1902 door Fulton & Grant.